# ソマリアの港湾
ソマリアの港湾（ソマリアのこうわん、英語: Ports and harbours in Somalia）は、ソマリアにおける港湾について記す。

## 一覧
- ボサソ港（英語版）（ボサソ）
- キスマヨ港（英語版）（キスマヨ）
- モガディシュ港（英語版）（モガディシュ）
- マルカ港（英語版）（マルカ）
- ベルベラ港（英語版）（ベルベラ） - ソマリランドが実効支配
- ラス・コレー港（英語版）（ラス・コレー） - ソマリランドが実効支配